# Mocsár Gábor
Mocsár Gábor (Nyírmártonfalva-Gut, 1921. február 24. – Debrecen, 1988. december 3.) József Attila-díjas (1968) magyar író, újságíró. Unokája Mocsár Zsófia (1991–2016) látványtervező.

## Életpályája
Mocsár Gábor Büdöskúton nőtt fel. A polgári iskolát a Debreceni Református Kollégiumban járta ki. 1939-től esztergályos volt Diósgyőrben, Budapesten, Debrecenben és Csepelen. 1943-ban bevonult katonának, de a Szovjetunióban hadifogoly lett. 1949-1950 között a Debreceni Néplap munkatársa lett. Közben Salgótarjánban szerkesztő. 1950-től a Győr-Sopron Megyei Hírlap felelős szerkesztője, 1954-1956 között a Szabad Nép szerkesztőbizottsági tagja. 1956-tól elismert író, regényíró. 1957-1961 között újból Debrecenben újságíró. 1962-1964 között az Alföld című folyóirat főszerkesztője volt. Leváltása után Szegedre költözött, ahol részt vett a Tiszatáj és a helyi könyvkiadó irányításában. 1986-ban a Tiszatáj című folyóiratban engedélyezte Nagy Gáspár A fiú naplójából című versének kinyomtatását, amely az 1956-os forradalom 30. évfordulójára íródott. Ezért az egész szerkesztőséget menesztették. Így 1987-ben visszaköltözött Debrecenbe, s egy esztendővel később elhunyt.

## Munkássága
Pályája elején verseket írt. Első regényeiben (Egy párttitkár feljegyzése, 1956; Forró napok, 1956) a történelmi és társadalmi változásokra reagált. Munkáinak másik csoportjában, a szatirikus elbeszélésekben és regényekben ugyanezt a világot ábrázolja a visszájáról. Történelmi regényei és esszéi, valamint szociografikus írásai, társadalomrajzai legtöbbször Debrecen múltjához kapcsolódnak. A Magyarország felfedezése sorozat az ő kötetével indult. (Égő arany, 1970). Munkásságát az önéletrajzi hármaskönyv zárja le, amelynek harmadik kötete a mai napig kiadatlan maradt.

## Művei
- Aratáskor a Kubány vidéken (úti jegyzetek, 1952)
- Egy párttitkár feljegyzései (riportregény, 1956)
- Forró napok (regény, 1956)
- Ördögdomb (kisregény, 1960)
- Eltűntek a mezsgyék (riportkönyv, 1961)
- Szellem és századok (tanulmányok, 1961)
- Nyitott tenyér (regény, 1963)
- Pirostövű nád (elbeszélés-gyűjtemény, 1964)
- Tanyavilág – bomló világ (szociográfia, Taar Ferenccel, 1964)
- Pávatoll - Illetlenek (kisregény, 1966)
- Nagy erdő, kis fiú (ifjúsági regény, 1967)
- Nálunk, vidéken (szociográfia, 1967)
- Fecskék és miatyánk (elbeszélés, 1967)
- Kerek egymillió (kisregény, 1967)
- Süli-bógni (kisregény, 1968)
- Fekete csónak (regény, 1968)
- Égő arany (riportkönyv, 1970)
- Mindenki városa (1970)
- Ki vágta fejbe Hudák elvtársat? (kisregény, 1971)
- Gyémántper (regény, 1972)
- Ég alatt, föld felett (regény, 1975)
- Sziklából víz (elbeszélés, 1975)
- Kék barlang (kisregények, 1978)
- Suli-bógni (kisregény, 1979)
- A város és a fejedelem (regény, 1980)
- Délibábjaim városa (szociográfia, 1981)
- Részletek egy közép-európai életrajzból (válogatott elbeszélés, 1982)
- ...eleitől fogva (önéletírás, 1986)
- Faházikók (regény, 1987)
- Minden időben. Irodalmi önéletírás, 1946-1957; Magvető, Bp., 1989
- Magamban bízva (kiadatlan)

## Díjai
- Szocialista Munkáért érdemérem (1954)
- Szeged Város Művészeti Díj (1970)
- A Munka Érdemrend arany fokozata (1981)
- A Művészeti Alap Irodalmi Díja (1985)